# Teatro San Samuele

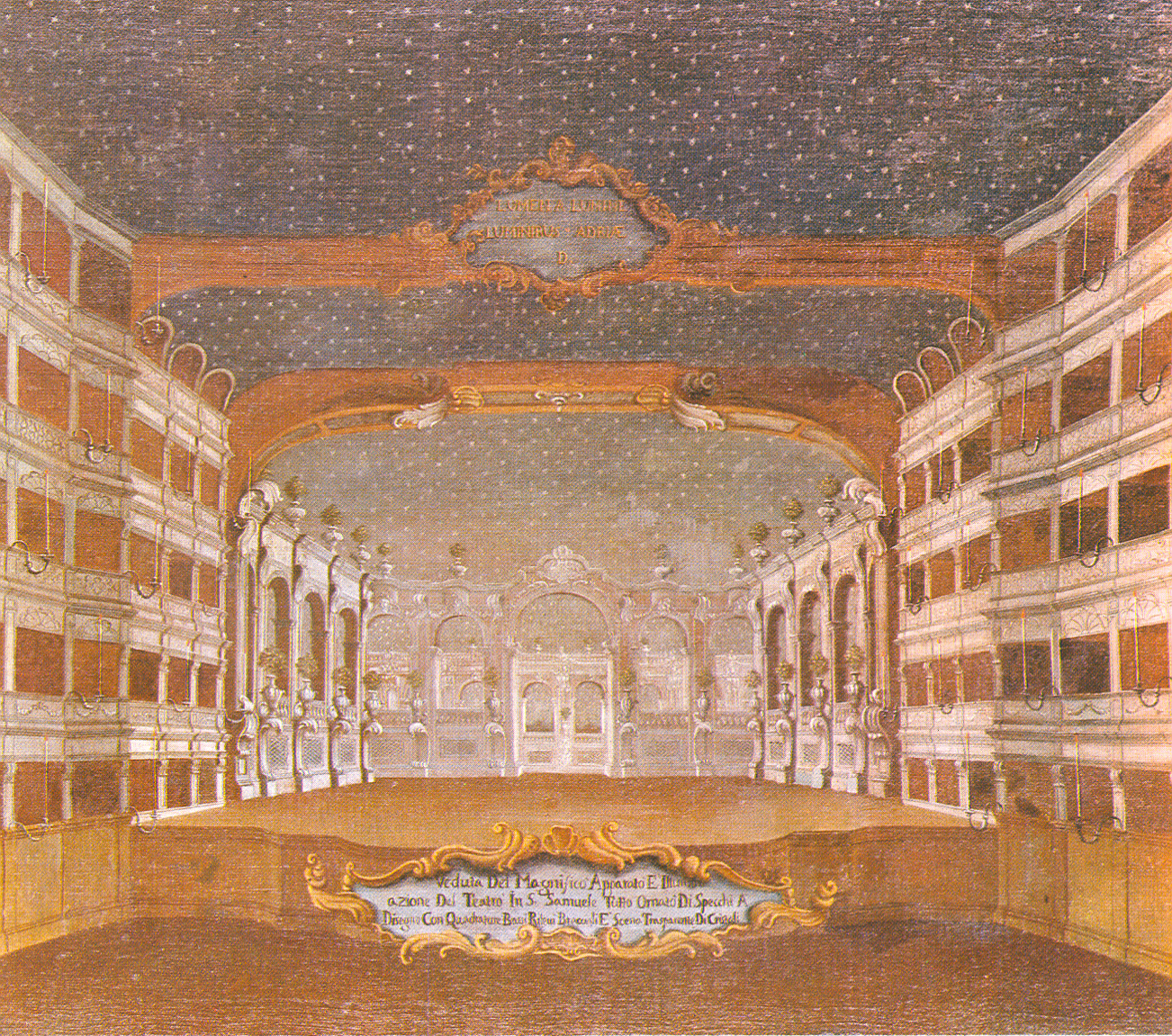
Teatro San Samuele von Gabriel Bella (1730–1799)

Das Teatro San Samuele war eines der zahlreichen Theater, die während des 18. Jahrhunderts in Venedig betrieben wurden. Es wurde im Jahre 1656 im Auftrag der Familie Grimani erbaut (die auch andere Theater in Venedig erbaute, darunter das Teatro San Giovanni Grisostomo) und war ursprünglich für Schauspiele bestimmt. Erst im folgenden Jahrhundert gab es zusätzlich häufiger Aufführungen von Opern (besonders Opera buffa) und Balletten.
Es lag am Kanal Rio del Duca und war vom Campo Santo Stefano durch eine Gasse und über eine Brücke über den Rio del Duca zugänglich. Es war bis zur Zerstörung durch einen Brand 1747 ständig in Betrieb. 1748 wurde ein Neubau errichtet im selben Stil und derselben opulenten Ausstattung. Dramatische Opern (Opera seria) ließ die Familie vornehmlich im 1755 gebauten Teatro San Benedetto aufführen. Das Theater geriet aber im Rahmen einer allgemeinen Krise in der venezianischen Aristokratie in finanzielle Schwierigkeiten und wurde geschlossen und 1770 von der Familie Grimani verkauft. Danach war es wieder bis zur Schließung durch ein Dekret Napoleons 1807 in Betrieb. Gleichzeitig wurden auch das Teatro San Cassiano, das Teatro Sant’Angelo und das Teatro San Luca per Dekret geschlossen. 1815 wurde es wieder eröffnet und vom Theater-Impresario Giuseppe Camploy (1794–1890) 1819 übernommen. Dort wurden Opera buffa und Komödien aufgeführt. Ab 1853 hieß es Teatro Camploy und Camploy vermachte es bei seinem Tod der Stadt Verona, wo heute ein Theater nach Camploy benannt ist. Das Theater wurde 1894 abgerissen, nachdem die Stadt Venedig es gekauft hatte, die dort eine Schule errichten ließ (Scuola Elementare „Scarsellini“), die sie auch als vorbildhafte Schule auf der Weltausstellung in Paris 1900 präsentierte.
Carlo Goldoni war 1737 bis 1741 Direktor und viele seiner Stücke – darunter später auch La vedova scaltra 1748 – wurden hier uraufgeführt. Dabei spielte auch der berühmte Harlekin Antonio Sacchi eine Rolle, der im Theater spielte. Giacomo Casanova spielte im Orchester Geige, seine Mutter Giovanna Maria Farussi trat im Theater auf, und es trat unter anderem Faustina Bordoni und im 19. Jahrhundert Marietta Alboni auf und es wurden Stücke von Antonio Vivaldi, Francesco Cavalli und Johann Adolf Hasse uraufgeführt.
1824 lernte Nicolò Paganini hier die Sängerin Antonia Bianchi kennen und ging mit ihr ein Verhältnis ein, aus dem 1825 der in Palermo geborene gemeinsame Sohn Achille Ciro Alessandro hervorging.

## Uraufführungen (Auswahl)
- Mutio Scevola, Oper in drei Akten, Komponist Francesco Cavalli, Libretto Giovanni Faustini und Nicolò Minato, 26. Januar 1665.
- L’Artaxerse, Oper in 3 Akten, Komponist Carlo Grossi, Libretto Aurelio Aureli, 28. Dezember 1668.
- Scipione nelle Spagne, Oper in drei Akten, Komponist Tomaso Albinoni, Libretto  Apostolo Zeno, 25. Mai 1724.
- Dalisa, Oper, Komponist Johann Adolf Hasse, Libretto Domenico Lalli nach Nicolò Minato, 17. Mai 1730.
- Griselda, Oper in drei Akten, Komponist Antonio Vivaldi, Libretto Apostolo Zeno nach Giovanni Boccaccio, 18. Mai 1735.
- La contessina, Pasticcio, Komponist Niccolò Jommelli, Libretto Goldoni, 1743.
- La ritornata di Londra, Dramma giocoso in drei Akten, Komponist Domenico Fischietti, Libretto Goldoni, 7. Februar 1756.
- Catone in Utica, Oper in drei Akten, Komponist Florian Leopold Gassmann, Libretto Pietro Metastasio, 29.  April 1761.
- L’idolo cinese, Dramma giocoso in  3 Akten, Komponist Giacomo Rust, Libretto Giovanni Battista Lorenzi, 28. Dezember 1773.
- Le gelosie villane,  Dramma giocoso in 3 Akten, Komponist Giuseppe Sarti, Libretto Tommaso Grandi, November 1776.
- Giannina e Bernardone, Dramma giocoso in 2 Akten, Komponist Domenico Cimarosa, Libretto Filippo Livigni, Herbst 1781.
- La morte di Cesare, Oper in drei Akten, Komponist Francesco Bianchi, Libretto Gaetano Sertor, 27. Dezember 1788.
- Il servo padrone, Opera buffa in 2 Akten, Komponist Niccolò Piccinni, Libretto Caternio Mazzolà, 17. Januar 1794.
- L’accademia di musica, Farsa per music in einem Akt, Komponist Johann Simon Mayr, Libretto Gaetano Rossi nach F. Albergati Capacelli, 24. November 1799.
- Pietro il grande, Opera buffa in 2 Akten, Komponist Gaetano Donizetti, Libretto Gherardo Bevilacqua-Aldobrandini, 26. Dezember 1819.
- Marco Visconti, Oper in 2 Akten, Komponist Antonio Pedrocco, Libretto Nicolò Foramiti nach Tommaso Grossi, 16. April 1853.